# Bahnhof Berlin-Friedrichshagen
Der Bahnhof Berlin-Friedrichshagen ist ein S-Bahnhof im gleichnamigen Ortsteil des Berliner Bezirks Treptow-Köpenick. Er befindet sich nördlich des Ortskerns an der Niederschlesisch-Märkischen Eisenbahn.

## Geschichte
Der Bahnhof wurde am 23. Oktober 1842 zusammen mit der Eisenbahnverbindung Berlin–Frankfurt (Oder) eröffnet. Im Zuge der Erweiterung der Strecke um ein eigenes nördliches Vorortgleispaar wurde der Bahnhof bis 1903 mitsamt der Strecke um rund sechs Meter angehoben, um einen kreuzungsfreien Betrieb zu gewährleisten. Die Station selbst erhielt dabei ihr noch heute vorhandenes Empfangsgebäude und den Mittelbahnsteig mit der typischen Berliner Dachstützenform. Architekten der Anlage waren Karl Cornelius und Waldemar Suadicani, die auch andere Bahnhöfe entlang der Strecke gestalteten. Östlich des Bahnhofs wurde für Aussetzer eine zweigleisige Kehranlage errichtet.
Am Morgen des 7. Dezember 1916 kam es im Bahnhof Friedrichshagen zu einem tragischen Unfall. Vier Postangestellte sollten von einem Zug Postsäcke abholen. Als der verspätete Zug eintraf, fand man die Leichen von vier Frauen und den zertrümmerten Postkarren. Es wurde vermutet, dass vier Frauen in der Dunkelheit einen vorausfahrenden Schnellzug für den Postzug hielten, dessen Geschwindigkeit falsch einschätzten und so überfahren wurden, ohne dass das Lokomotivpersonal etwas davon bemerkte.
Mit der „Großen Elektrisierung“ wurde am 11. Juni 1928 der elektrische Vorortbetrieb auf der Strecke bis Erkner aufgenommen, parallel dazu wurde die dampfbetriebenen Vorortzüge bis Oktober desselben Jahres zurückgenommen. Seit dem 1. Dezember 1930 verkehren die „Elektrischen“ unter dem noch heute gültigen Namen „S-Bahn“.
Nach Ende des Zweiten Weltkriegs wurde die Vorortstrecke bis Erkner komplett demontiert. Während bei den meisten anderen Strecken je ein Vorort- und ein Ferngleis abgebaut wurden, entschied sich die Sowjetische Militäradministration für den Rückbau der S-Bahn-Gleise, da für den Abtransport der Reparationsgüter zwei Ferngleise auf der Niederschlesisch-Märkischen Bahn bestehen bleiben mussten. Erst nachdem Kapazitäten frei wurden, konnte 1948 der Wiederaufbau eines Gleises in Angriff genommen werden. Bis zum 30. April 1948 konnte die Strecke über Friedrichshagen hinaus nach Rahnsdorf für den elektrischen S-Bahn-Betrieb wiedereröffnet werden. Die Gleise dazu stammten teilweise von der ebenfalls zweigleisig gebliebenen Ostbahn. Das zweite Streckengleis wurde am Bahnhof 1957 wiederhergestellt.
Die Station ist als eine von 20 sogenannten Stammbahnhöfen der Berliner S-Bahn mit einer örtlichen Aufsicht besetzt.
Seit Ende 2015 wird der S-Bahnhof durch ein elektronisches Stellwerk gesteuert, in diesem Zuge erfolgte eine Ausrüstung mit dem elektronischen Zugbeeinflussungssystem ZBS.
Seit September 2018 gibt es einen zusätzlichen Ausgang auf der Südseite, der direkt zu Bölschestraße und Fürstenwalder Damm führt. In diesem Zusammenhang sanierte der Bezirk den dortigen Vorplatz.

## Anbindung

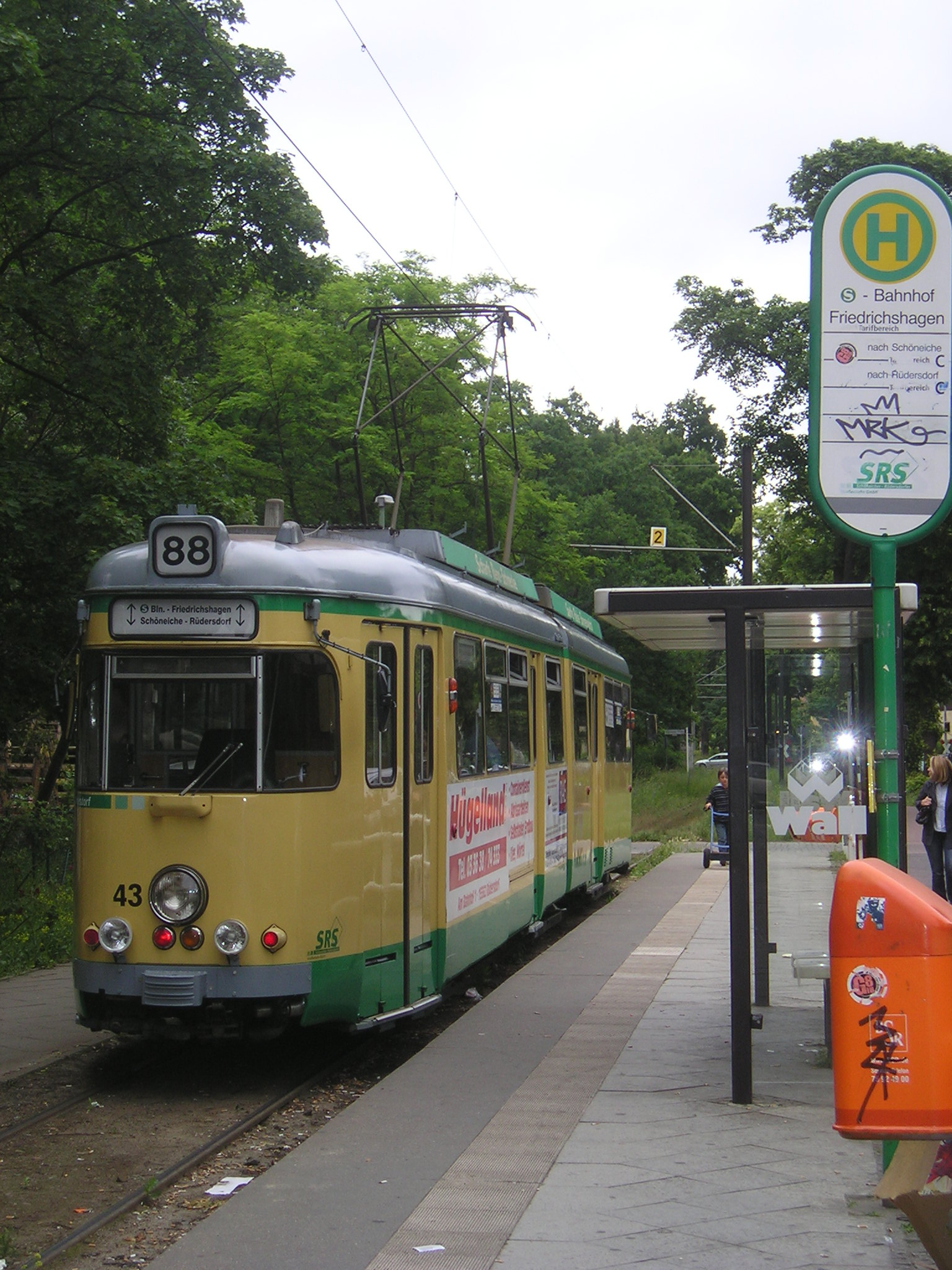
Endhaltestelle S-Bahnhof Friedrichshagen der Schöneiche-Rüdersdorfer Straßenbahn

Der Bahnhof wird von der S-Bahn-Linie S3 bedient, die zwischen Spandau und Erkner verkehrt. Während in Richtung Innenstadt ein durchgehender 10-Minuten-Takt besteht, setzt in Richtung Erkner außerhalb der Hauptverkehrszeiten jeder zweite Zug in Friedrichshagen aus. In den Sommermonaten wird der 10-Minuten-Takt bis Erkner durchgeführt. Seit 16. Dezember 2019 gibt es zwischen Friedrichshagen und Ostbahnhof als „Express-S-Bahn“ bezeichnete Züge. Sie verkehren in der Hauptverkehrszeit alle 20 Minuten und durchfahren die Unterwegsbahnhöfe Hirschgarten, Wuhlheide, Betriebsbahnhof Rummelsburg und Rummelsburg ohne Halt.
Südlich des Bahnhofs verkehren die Straßenbahnlinien 60 und 61, nördlich befindet sich die Endhaltestelle der Straßenbahnlinie 88 der Schöneicher-Rüdersdorfer Straßenbahn.
| Linie | Verlauf |
| ----- | --- |
|       | Spandau – Stresow – Pichelsberg – Olympiastadion – Heerstraße – Messe Süd – Westkreuz – Charlottenburg – Savignyplatz – Zoologischer Garten – Tiergarten – Bellevue – Hauptbahnhof – Friedrichstraße – Hackescher Markt – Alexanderplatz – Jannowitzbrücke – Ostbahnhof – Warschauer Straße – Ostkreuz – Rummelsburg – Betriebsbahnhof Rummelsburg – Karlshorst – Wuhlheide – Köpenick – Hirschgarten – Friedrichshagen – Rahnsdorf – Wilhelmshagen – Erkner |